# Somar Meteorologia
A Somar Meteorologia é uma empresa privada fundada em 1995 por ex-funcionários do INPE. Tem como objetivo vender serviços de Meteorologia.

## História
A Somar Meteorologia foi fundada em 24 de fevereiro de 1995, pelos meteorologistas Marcio Custódio e Marcos Massari, depois, o meteorologista Paulo Etchichury também se associou a companhia. A empresa nasceu com nome de Southern Marine Weather, mas sempre usou comercialmente a sigla Somar. As marcas Tempo Agora e Jornal do Tempo também pertencem ao Grupo Somar.
Paulo Etchichury é meteorologista, formado pela Universidade Federal de Pelotas. Sócio-diretor da Somar Meteorologia, consultor de tendências climáticas para empresas de segmentos diversos: cooperativas agrícolas, bancos, indústrias, órgãos estaduais e prefeituras. Especialista no atendimento do setor de energia com assessoria exclusiva para mais de 40 empresas e colunista da revista Globo Rural.
Marcos Massari é meteorologista,  formado pela Universidade Federal de Pelotas, especialista em meteorologia pelo INPE (Instituto Nacional de Pesquisas  Espaciais), foi meteorologista do CPTEC (Centro de Previsão do Tempo e Estudos Climáticos) e durante  15 anos apresentou a previsão do tempo para Rádio Bandeirantes AM. É sócio fundador da Somar Meteorologia e atualmente exerce a função de C.E.O do Grupo Somar. 
Márcio Custódio é meteorologista, formado pela Universidade Federal de Pelotas, especialista em meteorologia pelo INPE (Instituto Nacional de Pesquisas  Espaciais), bolsista e posteriormente meteorologista participante do início das atividades do CPTEC/INPE, participou de treinamento em Previsão do Tempo para América do Sul (South American Desk) na NOAA/USA. É sócio fundador da Somar Meteorologia e atualmente é responsável pelas áreas de Previsão do Tempo e Modelagem Numérica, Desenvolvimento de Produtos e TI da empresa.

## Localização
Atualmente a empresa está localizada na Avenida Manuel Bandeira, 291 - Bloco B - Térreo - Conj. 13 - Vila Leopoldina, São Paulo, SP, Brasil.